# يوناس هيلدبرانت
جوناس هيلدبرانت (بالألمانية: Jonas Hildebrandt)‏ هو لاعب كرة قدم ألماني، ولد في 8 ديسمبر 1996 في فرانكفورت في ألمانيا. لعب مع هانزا روستوك.

## وصلات خارجية
- يوناس هيلدبرانت على موقع قاعدة بيانات كرة القدم.إي يو (الإنجليزية)
- يوناس هيلدبرانت على موقع عالم كرة القدم.نت (الإنجليزية)